# 중앙아메리카·카리브해 경기 대회
중앙아메리카·카리브해 경기 대회(영어: Central American and Caribbean Games, CACGs, 스페인어: Juegos Centroamericanos y del Caribe)는 중앙아메리카 국가, 카리브 제도 국가, 멕시코, 콜롬비아, 가이아나, 수리남, 베네수엘라가 참가하는 종합 경기 대회이다.
중앙아메리카·카리브해 스포츠 기구(영어: Central American and Caribbean Sports Organization, CACSO, 스페인어: Organización Deportiva Centroamericana y del Caribe, ODECABE)가 대회를 주관한다. 1926년에 제1회 대회가 개최된 이래 4년에 한 번 열린다.

## 참가국
- 앤티가 바부다 (1986년 ~ 현재)
- 아루바 (1990년 ~ 현재)
- 바하마 (1962년 ~ 현재)
- 바베이도스 (1962년 ~ 현재)
- 버뮤다 (1974년 ~ 현재)
- 벨리즈 (1970년 ~ 현재)
- 영국령 버진아일랜드 (1982년 ~ 현재)
- 케이맨 제도 (1986년 ~ 현재)
- 콜롬비아 (1938년 ~ 1978년, 1986년 ~ 현재)
- 코스타리카 (1930년 ~ 1950년, 1959년, 1966년 ~ 현재)
- 쿠바 (1926년 ~ 1954년, 1962년 ~ 1998년, 2006년, 2014년 ~ 현재)
- 도미니카 연방 (1998년 ~ 현재)
- 도미니카 공화국 (1946년, 1954년, 1962년 ~ 현재)
- 엘살바도르 (1930년 ~ 1978년, 1986년 ~ 현재)
- 그레나다 (1982년, 1990년 ~ 현재)
- 과테말라 (1926년 ~ 1935년, 1946년 ~ 현재)
- 가이아나 (1959년 ~ 1974년, 1982년 ~ 현재)
- 아이티 (1950년, 1974년 ~ 현재)
- 온두라스 (1930년 ~ 1935년, 1950년, 1974년, 1982년 ~ 현재)
- 자메이카 (1930년, 1938년 ~ 현재)
- 멕시코 (1926년 ~ 현재)
- 니카라과 (1935년 ~ 1938년, 1950년 ~ 1959년, 1966년 ~ 현재)
- 파나마 (1930년 ~ 현재)
- 푸에르토리코 (1930년 ~ 현재)
- 세인트키츠 네비스 (1993년 ~ 현재)
- 세인트루시아 (1993년 ~ 현재)
- 세인트빈센트 그레나딘 (1990년 ~ 현재)
- 수리남 (1970년 ~ 현재)
- 트리니다드 토바고 (1946년 ~ 1950년, 1962년 ~ 현재)
- 미국령 버진아일랜드 (1966년 ~ 현재)
- 베네수엘라 (1938년 ~ 1946년, 1954년 ~ 현재)

### 이전 참가국
- 네덜란드령 안틸레스 (1946년 ~ 2010년)

## 역대 대회
| 연도   | 대회 | 개최 도시                | 개최국          | 날짜                  | 참가 국가 | 경기 종목 | 참가 선수 |
| ------ | ---- | ------------------------ | --------------- | --------------------- | --------- | --------- | --------- |
| 1926년 | 1    | 멕시코시티               | 멕시코          | 10월 30일 ~ 11월 2일  | 3개국     | 9개 종목  | 269명     |
| 1930년 | 2    | 아바나                   | 쿠바            | 3월 15일 ~ 4월 15일   | 9개국     | 9개 종목  | 606명     |
| 1935년 | 3    | 산살바도르               | 엘살바도르      | 3월 16일 ~ 4월 5일    | 9개국     | 13개 종목 | 741명     |
| 1938년 | 4    | 파나마시티               | 파나마          | 2월 5일 ~ 2월 24일    | 10개국    | 16개 종목 | 1,216명   |
| 1946년 | 5    | 바랑키야                 | 콜롬비아        | 3월 5일 ~ 3월 25일    | 13개국    | 17개 종목 | 1,540명   |
| 1950년 | 6    | 과테말라 시              | 과테말라        | 2월 28일 ~ 3월 12일   | 14개국    | 19개 종목 | 1,390명   |
| 1954년 | 7    | 멕시코시티               | 멕시코          | 3월 5일 ~ 3월 20일    | 12개국    |           | 1,356명   |
| 1959년 | 8    | 카라카스                 | 베네수엘라      | 1월 6일 ~ 1월 15일    | 12개국    | 17개 종목 | 1,150명   |
| 1962년 | 9    | 킹스턴                   | 자메이카        | 8월 15일 ~ 8월 28일   | 15개국    |           | 1,559명   |
| 1966년 | 10   | 산후안                   | 푸에르토리코    | 7월 11일 ~ 7월 25일   | 18개국    |           | 1,689명   |
| 1970년 | 11   | 파나마시티               | 파나마          | 2월 28일 ~ 3월 13일   | 21개국    |           | 2,095명   |
| 1974년 | 12   | 산토도밍고               | 도미니카 공화국 | 2월 27일 ~ 3월 13일   | 23개국    | 18개 종목 | 1,928명   |
| 1978년 | 13   | 메데인                   | 콜롬비아        | 7월 7일 ~ 7월 28일    | 21개국    | 18개 종목 | 2,605명   |
| 1982년 | 14   | 아바나                   | 쿠바            | 8월 7일 ~ 8월 18일    | 19개국    |           | 2,420명   |
| 1986년 | 15   | 산티아고데로스카바예로스 | 도미니카 공화국 | 6월 24일 ~ 7월 5일    | 26개국    | 25개 종목 | 2,963명   |
| 1990년 | 16   | 멕시코시티               | 멕시코          | 11월 20일 ~ 12월 3일  | 29개국    |           | 4,206명   |
| 1993년 | 17   | 폰세                     | 푸에르토리코    | 11월 19일 ~ 11월 30일 | 32개국    |           | 3,570명   |
| 1998년 | 18   | 마라카이보               | 베네수엘라      | 8월 8일 ~ 8월 22일    | 31개국    |           | 5,200명   |
| 2002년 | 19   | 산살바도르               | 엘살바도르      | 11월 19일 ~ 11월 30일 | 31개국    | 37개 종목 | 7,000명   |
| 2006년 | 20   | 카르타헤나               | 콜롬비아        | 7월 15일 ~ 7월 30일   | 32개국    | 37개 종목 | 4,865명   |
| 2010년 | 21   | 마야궤스                 | 푸에르토리코    | 7월 17일 ~ 8월 1일    | 31개국    | 42개 종목 | 5,204명   |
| 2014년 | 22   | 베라크루스               | 멕시코          | 11월 14일 ~ 11월 30일 | 31개국    | 36개 종목 | 5,707명   |
| 2018년 | 23   | 바랑키야                 | 콜롬비아        | 7월 19일 ~ 8월 3일    | 37개국    | 36개 종목 | 5,854명   |
| 2022년 | 24   | 파나마시티               | 파나마          | 4월 22일 ~ 5월 8일    |           |           |           |

## 경기 종목
경기 종목은 2018년 대회 기준이다.
- 양궁
- 육상 경기
- 배드민턴
- 야구
- 농구
- 비치발리볼
- 볼링
- 복싱
- 카누
- 사이클
- 다이빙
- 승마
- 펜싱
- 필드하키
- 축구
- 골프
- 기계 체조
- 리듬 체조
- 트램펄린
- 핸드볼
- 유도
- 가라테
- 근대5종 경기
- 라켓볼
- 롤러스케이팅
- 조정
- 7인제 럭비
- 요트
- 사격
- 소프트볼
- 스쿼시
- 수영
- 아티스틱스위밍
- 탁구
- 태권도
- 테니스
- 트라이애슬론
- 배구
- 수구
- 역도
- 레슬링

## 같이 보기
- 팬아메리칸 게임